# Michał Józef Massalski
Michał Józef Massalski (vers 1697-1768), membre de la famille Massalski (pl), castellan de Trakai (1742), catellan de Vilnius (1744) hetman de Lituanie (1744), grand hetman de Lituanie (1762).